# مطار أوهير الدولي
مطار شيكاغو أوهير الدولي (إياتا: ORD، إيكاو: KORD، معرف الموقع إف إيه إيه: ORD) هو المطار الدولي الرئيسي الذي يخدم شيكاغو، إلينوي، ويقع في وسط المدينة في الجانب الشمالي الغربي، على بعد حوالي 17 ميلاً (27 كم) شمال غرب منطقة لوب التجارية. تديرها إدارة شيكاغو للطيران وهو مبنى على مساحة 7,627 فدانًا (3,087 هكتارًا)، لدى أوهير رحلات جوية مباشرة إلى 214 وجهة في أمريكا الشمالية وأمريكا الجنوبية ومنطقة البحر الكاريبي وأوروبا وأفريقيا وآسيا والشرق الأوسط وأوقيانوسيا ومنطقة شمال الأطلسي اعتبارًا من نوفمبر 2022. يعتبر مطار أوهير أكثر المطارات اتصالاً بالوجهات في العالم في عام 2023.
صمم مطار أوهير ليخلف مطار ميدواي الدولي في شيكاغو. غير اسمه إلى مطار أوركارد فيلد في منتصف الأربعينيات من القرن الماضي وأخذ رمز اتحاد النقل الجوي الدولي ORD. ثم سمي في عام 1949 على اسم الطيار إدوارد "بوتش" أوهير، أول من حصل على وسام الشرف من البحرية الأمريكية خلال الحرب العالمية الثانية . كان تصميم مطار أوهير المبتكر رائدًا في مفاهيم مثل الوصول المباشر عبر الطرق السريعة إلى المحطات والجسور وأنظمة التزود بالوقود تحت الأرض بسبب أن أول مطار ينشئ بعد الحرب العالمية الثانية مباشرة.
مطار أوهير كان أكثر المطارات ازدحامًا في العالم من حيث حركة الركاب من عام 1963 إلى عام 1998؛ في عام 2021 كان رابع أكثر المطارات ازدحامًا في العالم من حيث عدد الركاب حيث يخدم 54 مليون مسافر في عام 2021 بسبب العدد الكبير من الرحلات الإقليمية. المطار قاعدة لشركة الخطوط الجوية الأمريكية والخطوط الجوية المتحدة، ومركز لخطوط سبيريت.

## شركات الطيران والوجهات

### الركاب
| شركـات طيـران                   | الوجهات | Refs |
| ------------------------------- | --- | --- |
| أير لينغس                       | مطار دبلن الدولي | [ 19 ] |
| طيران المكسيك                   | مطار غوادالاخارا الدولي، مطار بينيتو خواريز الدولي | [ 20 ] |
| طيران كندا                      | مطار مونتريال الدولي، مطار فانكوفر الدولي | [ 21 ] |
| Air Canada Express              | مطار مونتريال الدولي، مطار تورونتو بيرسون الدولي | [ 21 ] |
| الخطوط الجوية الفرنسية          | مطار باريس شارل ديغول | [ 22 ] |
| طيران الهند                     | مطار أنديرا غاندي الدولي | [ 23 ] |
| طيران نيوزيلندا                 | مطار أوكلاند الدولي | [ 24 ] |
| طيران صربيا                     | مطار بلغراد نيكولا تسلا | [ 25 ] |
| خطوط آلاسكا الجوية              | مطار تيد ستيفنز أنكوراج الدولي، Boise، مطار بورتلاند الدولي، مطار سان فرانسيسكو الدولي، مطار سياتل تاكوما الدولي موسمي: Ixtapa/Zihuatanejo (تبدأ في 23 ديسمبر 2023) | [ 27 ] [ 28 ] |
| خطوط كل اليابان الجوية          | مطار طوكيو هانيدا الدولي، مطار ناريتا الدولي | [ 29 ] |
| الخطوط الجوية الأمريكية         | Albuquerque، مطار هارتسفيلد جاكسون، مطار أوستن برغستروم الدولي، مطار بالتيمور واشنطن الدولي، مطار لوجان الدولي، Cancún، مطار شارلوت دوغلاس الدولي، مطار دالاس فورت ورث الدولي، مطار دنفر الدولي، Des Moines ‏، مطار ديترويت، Fort Myers ‏، Hartford، مطار جورج بوش الدولي، Kansas City ‏، مطار هاري ريد الدولي، مطار لندن هيثرو، مطار لوس أنجلوس الدولي، مطار ميامي الدولي، مطار منيابولس-سنت بول الدولي، مطار ناشفيل الدولي، مطار نيوآرك ليبرتي الدولي، مطار نيو اورليانز لويس أرمسترونغ الدولي، مطار جون إف كينيدي الدولي، مطار لاغوارديا، Omaha، Orange County (CA) ‏، مطار أورلاندو الدولي، مطار باريس شارل ديغول، مطار فيلادلفيا الدولي، مطار فينيكس سكاي هاربر الدولي، مطار بيتسبرغ الدولي ‏، مطار بورتلاند الدولي، Raleigh/Durham، مطار رينو تاهو الدولي، Rochester (NY) ‏، Sacramento، مطار سانت لويس الدولي، مطار سولت ليك سيتي الدولي، مطار سان أنطونيو الدولي، مطار سان دييغو الدولي، مطار سان فرانسيسكو الدولي، San José del Cabo ‏، مطار لويس مارين مونيوز، مطار سياتل تاكوما الدولي، مطار تامبا الدولي، مطار توسان الدولي، مطار رونالد ريغان الوطني، مطار بالم بيتش الدولي موسمي: مطار تيد ستيفنز أنكوراج الدولي، مطار الملكة بياتريس الدولي، مطار أثينا الدولي، مطار برشلونة الدولي، Bozeman، مطار بوفالو نياغارا الدولي ‏، مطار كالغاري الدولي، Cleveland، Cozumel، مطار دبلن الدولي، Eagle/Vail، El Paso ‏، Fort Lauderdale ‏، Glacier Park/Kalispell ‏، مطار أوين روبرتس الدولي، Guatemala City، Jackson Hole ‏، Key West ‏، Liberia (CR) ‏، مطار سانجستر الدولي، Nassau، Palm Springs ‏، Providenciales، Puerto Vallarta ‏، Punta Cana ‏، مطار ليوناردو دا فينشي، St. Thomas ‏، Sarasota، مطار فانكوفر الدولي، مطار البندقية ماركو بولو (تستأنف في 5 يونيو 2024) | [ 31 ] |
| إمريكان إيغل                    | Albany، Albuquerque، Appleton، Asheville، Aspen، مطار هارتسفيلد جاكسون، مطار أوستن برغستروم الدولي، مطار بالتيمور واشنطن الدولي، Bangor، Birmingham (AL) ‏، Bloomington/Normal، Boise، مطار بوفالو نياغارا الدولي ‏، Cedar Rapids/Iowa City ‏، Champaign/Urbana، Charleston (SC) ‏، Cincinnati، Cleveland، Columbia (MO) ‏، Columbia (SC) ‏، Columbus–Glenn، Dayton، Des Moines ‏، مطار ديترويت، El Paso ‏، Fargo، Fayetteville/Bentonville، Flint، مطار فورت واين الدولي، Grand Rapids ‏، Green Bay ‏، Greensboro، Greenville/Spartanburg، مطار هاريسبورغ الدولي ‏، Hartford، مطار هنتسفيل الدولي، مطار إنديانابوليس الدولي، مطار جاكسونفيل الدولي، Kalamazoo، Kansas City ‏، Key West ‏، Knoxville، La Crosse ‏، Lansing، Lexington، مطار ليتل روك الدولي، Louisville، Madison، Manhattan (KS) ‏، Marquette، مطار ممفيس الدولي، Milwaukee، مطار منيابولس-سنت بول الدولي، Moline/Quad Cities ‏، مطار مونتريال الدولي، Mosinee/Wausau، مطار ناشفيل الدولي، Norfolk، Oklahoma City ‏، Omaha، Peoria، مطار بيتسبرغ الدولي ‏، Providence، Rapid City ‏، Richmond، Rochester (MN) ‏، Rochester (NY) ‏، مطار سانت لويس الدولي، مطار سولت ليك سيتي الدولي، مطار سان أنطونيو الدولي، Sioux Falls ‏، Springfield (IL) ‏، Springfield/Branson، State College ‏، Syracuse، مطار تورونتو بيرسون الدولي، Traverse City ‏، Tulsa، Waterloo (IA) ‏، White Plains ‏، Wichita، Wilkes-Barre/Scranton موسمي: Billings، Bozeman، Burlington (VT) ‏، Destin/Fort Walton Beach ‏، Harlingen، Hayden/Steamboat Springs ‏ (تستأنف في 23 ديسمبر 2023)، Hilton Head ‏، Manchester (NH) ‏، Martha's Vineyard ‏، Missoula، Myrtle Beach ‏، Nantucket، مطار نيوآرك ليبرتي الدولي، Panama City (FL) ‏، Pensacola (FL) ‏، Portland (ME) ‏، Quebec City، Raleigh/Durham، Sarasota، Savannah، Wilmington (NC) ‏ | [ 31 ] |
| الخطوط الجوية النمساوية         | مطار فيينا الدولي | [ 35 ] |
| أفيانكا كوستاريكا               | موسمي: Guatemala City، مطار خوان سانتاماريا الدولي (يبدأن في 13 ديسمبر 2023) | [ 37 ] |
| الخطوط الجوية البريطانية        | مطار لندن هيثرو | [ 38 ] |
| Cape Air                        | Manistee | [ 39 ] |
| كاثي باسيفيك                    | مطار هونغ كونغ الدولي | [ 41 ] |
| Contour Airlines                | Kirksville، Marion، Owensboro | [ 42 ] |
| خطوط كوبا الجوية                | مطار توكومين الدولي | [ 43 ] |
| خطوط دلتا الجوية                | مطار هارتسفيلد جاكسون، مطار لوجان الدولي، مطار ديترويت، مطار منيابولس-سنت بول الدولي، مطار جون إف كينيدي الدولي، مطار لاغوارديا، مطار سولت ليك سيتي الدولي، مطار سياتل تاكوما الدولي | [ 44 ] |
| Delta Connection                | مطار لوجان الدولي، مطار جون إف كينيدي الدولي | [ 44 ] |
| Denver Air Connection           | Ironwood، Watertown | [ 45 ] |
| طيران الإمارات                  | مطار دبي الدولي | [ 46 ] |
| الخطوط الجوية الإثيوبية         | مطار أديس أبابا بولي الدولي1 | [ 47 ] |
| الاتحاد للطيران                 | مطار أبو ظبي الدولي | [ 48 ] |
| إيفا للطيران                    | مطار تايوان تاويوان الدولي | [ 49 ] |
| فين إير                         | موسمي: مطار هلسنكي فانتا | [ 50 ] |
| خطوط فرونتير الجوية             | مطار هارتسفيلد جاكسون، Cancún، مطار أورلاندو الدولي، مطار فينيكس سكاي هاربر الدولي، Punta Cana ‏ | [ 51 ] |
| أيبيريا (شركة طيران)            | مطار مدريد باراخاس الدولي | [ 52 ] |
| طيران آيسلندا                   | مطار كيفلافيك الدولي | [ 53 ] |
| إيتا (شركة طيران)               | مطار ليوناردو دا فينشي (تبدأ في 7 إبريل 2024) | [ 55 ] |
| الخطوط الجوية اليابانية         | مطار طوكيو هانيدا الدولي، مطار ناريتا الدولي | [ 56 ] |
| خطوط جيت بلو الجوية             | مطار لوجان الدولي، مطار جون إف كينيدي الدولي | [ 57 ] |
| الخطوط الجوية الملكية الهولندية | مطار سخيبول أمستردام | [ 58 ] |
| كوريا للطيران                   | مطار إنتشون الدولي | [ 59 ] |
| خطوط لوت الجوية البولندية       | مطار كراكوف، مطار وارسو فريدريك شوبان | [ 60 ] |
| لوفتهانزا                       | مطار فرانكفورت، مطار ميونخ الدولي | [ 61 ] |
| الخطوط الجوية القطرية           | مطار حمد الدولي | [ 62 ] |
| الملكية الأردنية                | مطار الملكة علياء الدولي | [ 63 ] |
| الخطوط الجوية الإسكندنافية      | مطار كوبنهاغن، مطار ستوكهولم أرلاندا | [ 64 ] |
| Southern Airways Express        | Burlington (IA) ‏، Muskegon، Quincy | [ 65 ] |
| خطوط ساوث ويست الجوية           | مطار أوستن برغستروم الدولي، مطار بالتيمور واشنطن الدولي، Cancún، Dallas–Love، مطار دنفر الدولي، Fort Lauderdale ‏، Fort Myers ‏، مطار هاري ريد الدولي، مطار ناشفيل الدولي، مطار أورلاندو الدولي، مطار فينيكس سكاي هاربر الدولي، مطار تامبا الدولي | [ 66 ] |
| خطوط سبيريت الجوية              | مطار هارتسفيلد جاكسون، Cancún، مطار شارلوت دوغلاس الدولي، مطار دالاس فورت ورث الدولي، Fort Lauderdale ‏، Fort Myers ‏، مطار جورج بوش الدولي، مطار هاري ريد الدولي، مطار لوس أنجلوس الدولي، مطار ميامي الدولي، مطار نيو اورليانز لويس أرمسترونغ الدولي، مطار لاغوارديا (تبدأ في 5 نوفمبر 2023)، مطار أورلاندو الدولي، مطار لويس مارين مونيوز، مطار تامبا الدولي موسمي: Myrtle Beach ‏، مطار أوكلاند الدولي (الولايات المتحدة)، مطار فينيكس سكاي هاربر الدولي | [ 69 ] |
| خطوط بلاد الشمس الجوية          | مطار منيابولس-سنت بول الدولي | [ 70 ] |
| الخطوط الجوية الدولية السويسرية | مطار زيورخ الدولي | [ 71 ] |
| تاب برتغال                      | مطار لشبونة | [ 72 ] |
| الخطوط الجوية التركية           | مطار إسطنبول الدولي | [ 73 ] |
| الخطوط الجوية المتحدة           | Albany، مطار سخيبول أمستردام، مطار الملكة بياتريس الدولي، مطار هارتسفيلد جاكسون، مطار أوستن برغستروم الدولي، مطار بالتيمور واشنطن الدولي، Boise، مطار لوجان الدولي، Bozeman، مطار بروكسل الدولي، مطار بوفالو نياغارا الدولي ‏، مطار كالغاري الدولي، Cancún، Cedar Rapids/Iowa City ‏، Charleston (SC) ‏، مطار شارلوت دوغلاس الدولي، Cincinnati، Cleveland، Colorado Springs ‏، Columbus–Glenn، مطار دالاس فورت ورث الدولي، مطار دنفر الدولي، Des Moines ‏، مطار ديترويت، Fort Lauderdale ‏، Fort Myers ‏، مطار فرانكفورت، Grand Rapids ‏، Greenville/Spartanburg، مطار هاريسبورغ الدولي ‏، Hartford، مطار هونولولو الدولي، مطار جورج بوش الدولي، مطار إنديانابوليس الدولي، Kahului، Kailua-Kona، Kansas City ‏، مطار هاري ريد الدولي، مطار لندن هيثرو، مطار لوس أنجلوس الدولي، Madison، مطار ممفيس الدولي، مطار بينيتو خواريز الدولي، مطار ميامي الدولي، مطار منيابولس-سنت بول الدولي، مطار سانجستر الدولي، مطار ميونخ الدولي، مطار ناشفيل الدولي، مطار نيوآرك ليبرتي الدولي، مطار نيو اورليانز لويس أرمسترونغ الدولي، مطار لاغوارديا، Norfolk، Omaha، Orange County (CA) ‏، مطار أورلاندو الدولي، مطار باريس شارل ديغول، مطار فيلادلفيا الدولي، مطار فينيكس سكاي هاربر الدولي، مطار بيتسبرغ الدولي ‏، مطار بورتلاند الدولي، Puerto Vallarta ‏، Punta Cana ‏، Raleigh/Durham، Richmond، Rochester (NY) ‏، Sacramento، مطار سولت ليك سيتي الدولي، مطار سان أنطونيو الدولي، مطار سان دييغو الدولي، مطار سان فرانسيسكو الدولي، مطار سان خوسيه الدولي، San José del Cabo ‏، مطار لويس مارين مونيوز، مطار غواروليوس الدولي، Sarasota، مطار سياتل تاكوما الدولي، Sioux Falls ‏، Syracuse، مطار تامبا الدولي، مطار بن غوريون الدولي، مطار طوكيو هانيدا الدولي، مطار تورونتو بيرسون الدولي، مطار فانكوفر الدولي، مطار واشنطن دولس الدولي، مطار رونالد ريغان الوطني، مطار بالم بيتش الدولي، مطار زيورخ الدولي موسمي: Albuquerque، مطار تيد ستيفنز أنكوراج الدولي، مطار برشلونة الدولي، Belize City ‏، Burlington (VT) ‏، Cozumel، مطار دبلن الدولي، Eagle/Vail، مطار إدنبرة، El Paso ‏، Fairbanks، Fresno، Glacier Park/Kalispell ‏، مطار أوين روبرتس الدولي، Guatemala City، Hayden/Steamboat Springs ‏، Ixtapa/Zihuatanejo، Jackson Hole ‏، مطار جاكسونفيل الدولي، Key West ‏ (تبدأ في 21 ديسمبر 2023)، Liberia (CR) ‏، Louisville، مطار مالبينسا، Montrose، Myrtle Beach ‏، Nassau، Palm Springs ‏، Panama City (FL) ‏، Pensacola (FL) ‏، Portland (ME) ‏، Providence، Providenciales، Puerto Vallarta ‏، Punta Cana ‏، Rapid City ‏، مطار رينو تاهو الدولي، مطار كيفلافيك الدولي، مطار ليوناردو دا فينشي، St. Lucia–Hewanorra ‏، مطار الأميرة جوليانا الدولي، St. Thomas ‏، مطار خوان سانتاماريا الدولي، Savannah، Shannon، Spokane، Traverse City ‏، مطار توسان الدولي، Wichita | [ 75 ] |
| United Express                  | Akron/Canton، Albany، Albuquerque، Allentown، Appleton، Asheville، Aspen، مطار هارتسفيلد جاكسون، مطار أوستن برغستروم الدولي، مطار بالتيمور واشنطن الدولي، Bangor، Birmingham (AL) ‏، Bismarck، Boise، مطار لوجان الدولي، مطار بوفالو نياغارا الدولي ‏، Burlington (VT) ‏، مطار كالغاري الدولي، Cedar Rapids/Iowa City ‏، Charleston (SC) ‏، Charleston (WV) ‏، مطار شارلوت دوغلاس الدولي، Charlottesville (VA) ‏، Chattanooga، Cincinnati، Cleveland، Colorado Springs ‏، Columbia (SC) ‏، Columbus–Glenn، مطار دالاس فورت ورث الدولي، Dayton، Decatur، Des Moines ‏، مطار ديترويت، Duluth، El Paso ‏، Fargo، Fayetteville/Bentonville، Flint، Fort Dodge ‏، مطار فورت واين الدولي، Fresno، Grand Rapids ‏، Green Bay ‏، Greensboro، Greenville/Spartanburg، مطار هاريسبورغ الدولي ‏، Hartford، Houghton، مطار هنتسفيل الدولي، مطار إنديانابوليس الدولي، مطار جاكسونفيل الدولي، Johnstown (PA) ‏، Joplin، Kansas City ‏، Knoxville، Lexington، Lincoln، مطار ليتل روك الدولي، Louisville، Madison، Mason City ‏، مطار ممفيس الدولي، Milwaukee، مطار منيابولس-سنت بول الدولي، Moline/Quad Cities ‏، Monterrey، مطار مونتريال الدولي، مطار ناشفيل الدولي، مطار نيو اورليانز لويس أرمسترونغ الدولي، مطار لاغوارديا، Norfolk، Oklahoma City ‏، Omaha، Ottawa، Pensacola (FL) ‏، Peoria، مطار فيلادلفيا الدولي، مطار بيتسبرغ الدولي ‏، Portland (ME) ‏، Providence، Rapid City ‏، Richmond، Roanoke، Rochester (NY) ‏، Saginaw، مطار سانت لويس الدولي، Salina، مطار سولت ليك سيتي الدولي، مطار سان أنطونيو الدولي، Sarasota، Savannah، مطار سيوكس سيتي، Sioux Falls ‏، South Bend ‏، Springfield/Branson، State College ‏، Syracuse، مطار تورونتو بيرسون الدولي، Traverse City ‏، مطار توسان الدولي، Tulsa، مطار واشنطن دولس الدولي، مطار رونالد ريغان الوطني، Wichita، Wilkes-Barre/Scranton موسمي: Fresno، Glacier Park/Kalispell ‏، Hayden/Steamboat Springs ‏، Hilton Head ‏، Key West ‏، Missoula، Montrose، Myrtle Beach ‏، Palm Springs ‏، Panama City (FL) ‏، مطار رينو تاهو الدولي، Sun Valley ‏ | [ 75 ] |
| Viva Aerobus                    | مطار غوادالاخارا الدولي، León/Del Bajío ‏، مطار بينيتو خواريز الدولي، Monterrey، Morelia موسمي: Zacatecas | [ 76 ] |
| Volaris                         | مطار غوادالاخارا الدولي، León/Del Bajío ‏، مطار بينيتو خواريز الدولي، Morelia، Querétaro موسمي: Huatulco، Ixtapa/Zihuatanejo، Puerto Vallarta ‏ | [ 77 ] |
| Volaris El Salvador             | Guatemala City، مطار إل سلفادور الدولي (يبدأن في 3 نوفمبر 2023) | تُقدم شركة Volaris، وهي شركة طيران مكسيكية منخفضة التكلفة، رحلات جوية بأسعار معقولة من مطار أوهير إلى العديد من الوجهات في المكسيك، بما في ذلك مكسيكو سيتي، غوادالاخارا وتيجوانا. |
| ويست جت إيرلاينز ‏               | موسمي: مطار كالغاري الدولي | [ 80 ] |

ملاحظات:
- ^1: رحلة الخطوط الجوية الإثيوبية من أديس أبابا إلى أوهير تتوقف في دبلن،[81] لكن الرحلة من أوهير إلى أديس أبابا مباشرة.

### الشحن
| شركـات طيـران               | الوجهات | Refs                        |
| --------------------------- | --- | --------------------------- |
| AeroLogic                   | مطار فرانكفورت |                             |
| AeroUnion                   | مطار بينيتو خواريز الدولي |                             |
| AirBridgeCargo              | مطار دالاس فورت ورث الدولي، مطار جورج بوش الدولي، مطار لوكسمبورغ، مطار دوموديدوفو الدولي (all suspended) | [ 82 ]                      |
| طيران الصين للشحن الجوي     | مطار تيد ستيفنز أنكوراج الدولي، مطار بكين العاصمة الدولي، مطار فرانكفورت، مطار جون إف كينيدي الدولي، مطار شانغهاي بودنغ الدولي، مطار تيانجين الدولي |                             |
| الخطوط الجوية الفرنسية      | مطار دبلن الدولي، Glasgow–Prestwick، مطار جون إف كينيدي الدولي، مطار باريس شارل ديغول |                             |
| خطوط كل اليابان الجوية      | مطار ناريتا الدولي | [ 83 ]                      |
| خطوط آسيانا الجوية          | مطار تيد ستيفنز أنكوراج الدولي، مطار هارتسفيلد جاكسون، مطار جون إف كينيدي الدولي، مطار سياتل تاكوما الدولي، مطار إنتشون الدولي |                             |
| خطوط تي أن تي الجوية        | مطار لييج |                             |
| طيران أطلس                  | مطار تيد ستيفنز أنكوراج الدولي، مطار هونغ كونغ الدولي، مطار لوس أنجلوس الدولي، مطار ميامي الدولي، مطار إنتشون الدولي | [ 84 ]                      |
| كارغولوكس                   | مطار تيد ستيفنز أنكوراج الدولي، مطار هارتسفيلد جاكسون، مطار دالاس فورت ورث الدولي، مطار هونغ كونغ الدولي، مطار إنديانابوليس الدولي، مطار كوالالمبور الدولي، مطار لوس أنجلوس الدولي، مطار لوكسمبورغ، مطار جون إف كينيدي الدولي، مطار شانغي سنغافورة، مطار تشنغتشو الدولي |                             |
| كاثي باسيفيك                | مطار تيد ستيفنز أنكوراج الدولي، مطار هونغ كونغ الدولي، مطار جون إف كينيدي الدولي، مطار بورتلاند الدولي |                             |
| الخطوط الجوية الصينية       | مطار تيد ستيفنز أنكوراج الدولي، مطار جورج بوش الدولي، مطار سان فرانسيسكو الدولي، مطار سياتل تاكوما الدولي، مطار تايوان تاويوان الدولي |                             |
| الخطوط الجوية الصينية للشحن | مطار تيد ستيفنز أنكوراج الدولي، مطار هارتسفيلد جاكسون، مطار دالاس فورت ورث الدولي، مطار شانغهاي بودنغ الدولي |                             |
| خطوط جنوب الصين الجوية      | مطار قوانغتشو باييون الدولي، مطار شانغهاي بودنغ الدولي | [ 85 ]                      |
| دي إتش إل للطيران           | مطار تيد ستيفنز أنكوراج الدولي، مطار كالغاري الدولي، Cincinnati، مطار نيوآرك ليبرتي الدولي، مطار جون إف كينيدي الدولي |                             |
| الإمارات للشحن الجوي        | مطار آل مكتوم الدولي، مطار ماستريخت آخن | [ 86 ]                      |
| إيفا للطيران                | مطار تيد ستيفنز أنكوراج الدولي، مطار دالاس فورت ورث الدولي، مطار تايوان تاويوان الدولي |                             |
| فيديكس إكسبرس               | Fort Worth/Alliance ‏، Greensboro، مطار إنديانابوليس الدولي، مطار لوس أنجلوس الدولي، مطار ممفيس الدولي، Milwaukee، مطار نيوآرك ليبرتي الدولي، Omaha، مطار أوكلاند الدولي (الولايات المتحدة)، مطار بيتسبرغ الدولي ‏، مطار بورتلاند الدولي، مطار سياتل تاكوما الدولي        |                             |
| كوريا للطيران               | مطار تيد ستيفنز أنكوراج الدولي، مطار هاليفاكس الدولي، مطار لوس أنجلوس الدولي، مطار سان فرانسيسكو الدولي، مطار سياتل تاكوما الدولي، مطار تورونتو بيرسون الدولي |                             |
| لاتام للشحن تشيلي ‏          | Campinas | [ 87 ]                      |
| خطوط لوت الجوية البولندية   | مطار وارسو فريدريك شوبان |                             |
| لوفتهانزا للشحن             | مطار تيد ستيفنز أنكوراج الدولي، مطار هارتسفيلد جاكسون، مطار فرانكفورت، مطار غوادالاخارا الدولي، مطار لوس أنجلوس الدولي، مطار مانشستر، مطار بينيتو خواريز الدولي، مطار جون إف كينيدي الدولي                                                                              | [ 88 ]                      |
| Martinair                   | مطار أوسلو-غاردرموين |                             |
| Nippon Cargo Airlines       | مطار تيد ستيفنز أنكوراج الدولي، مطار دالاس فورت ورث الدولي، Edmonton، مطار لوس أنجلوس الدولي، مطار جون إف كينيدي الدولي | [ 89 ] [ 90 ]               |
| Qantas Freight              | مطار تيد ستيفنز أنكوراج الدولي، مطار أوكلاند الدولي، مطار تشونغتشينغ جيانغبى الدولي، مطار هونولولو الدولي، مطار لوس أنجلوس الدولي، مطار ملبورن الدولي، مطار سيدني | [ 91 ] [ 92 ] [ 93 ] [ 94 ] |
| الخطوط الجوية القطرية       | مطار سخيبول أمستردام، مطار حمد الدولي، مطار لوس أنجلوس الدولي، مطار مالبينسا، Ostend/Bruges، مطار شانغي سنغافورة | [ 96 ] [ 97 ] [ 98 ] [ 99 ] |
| Silk Way Airlines           | مطار حيدر علييف الدولي | [ 100 ]                     |
| Singapore Airlines Cargo    | مطار تيد ستيفنز أنكوراج الدولي، مطار هارتسفيلد جاكسون، مطار بروكسل الدولي، مطار دالاس فورت ورث الدولي، مطار لوس أنجلوس الدولي، مطار سياتل تاكوما الدولي | [ 101 ]                     |
| خطوط سوبارنا الجوية         | مطار تيد ستيفنز أنكوراج الدولي، مطار شانغهاي بودنغ الدولي |                             |
| الخطوط الجوية التركية       | مطار إسطنبول الدولي، مطار ماستريخت آخن، Shannon، مطار تورونتو بيرسون الدولي | [ 102 ] [ 103 ]             |
| خطوط يو بي إس الجوية        | مطار كولونيا بون الدولي، Columbus–Rickenbacker، مطار دالاس فورت ورث الدولي، Louisville، مطار ميامي الدولي، مطار فيلادلفيا الدولي، مطار بورتلاند الدولي |                             |

## الإحصائيات

### أهم الوجهات
| الرتبة | المطار                        | الركاب    | الناقلون                                       |
| ------ | ----------------------------- | --------- | ---------------------------------------------- |
| 1      | مطار لوس أنجلوس الدولي        | 1،179،000 | الأمريكية، سيبريت، المتحدة                     |
| 2      | مطار لاغوارديا                | 1،149،000 | الأمريكية، دلتا، المتحدة                       |
| 3      | مطار دنفر الدولي              | 986،000   | الأمريكية، ساوث ويست، المتحدة                  |
| 4      | مطار أورلاندو الدولي          | 862،000   | الأمريكية، فرونتير، ساوث ويست، سيبريت، المتحدة |
| 5      | مطار سان فرانسيسكو الدولي     | 830،000   | آلاسكا، الأمريكية، المتحدة                     |
| 6      | مطار هاري ريد الدولي          | 825،000   | الأمريكية، فرونتير، ساوث ويست، سيبريت، المتحدة |
| 7      | مطار فينيكس سكاي هاربر الدولي | 793،000   | الأمريكية، ساوث ويست، سيبريت، المتحدة          |
| 8      | مطار دالاس فورت ورث الدولي    | 792،000   | الأمريكية، سيبريت، المتحدة                     |
| 9      | مطار نيوآرك ليبرتي الدولي     | 784،000   | الأمريكية، المتحدة                             |
| 10     | مطار هارتسفيلد جاكسون         | 773،000   | الأمريكية، دلتا، فرونتير، سيبريت، المتحدة      |

| الرتبة | المطار                     | الركاب  | الناقلون                                             |
| ------ | -------------------------- | ------- | ---------------------------------------------------- |
| 1      | Cancún، Mexico             | 879،935 | الأمريكية، فرونتير، ساوث ويست، سيبريت، المتحدة       |
| 2      | مطار لندن هيثرو            | 747،365 | الأمريكية، البريطانية، المتحدة                       |
| 3      | مطار بينيتو خواريز الدولي  | 619،201 | المكسيكية، المتحدة، فيفا إيروباص، فولاريس            |
| 4      | مطار تورونتو بيرسون الدولي | 495،230 | طيران كندا، الأمريكية، فلير، سووب، المتحدة، ويست جيت |
| 5      | مطار فرانكفورت             | 485،168 | لوفتهانزا، المتحدة                                   |
| 6      | مطار أنديرا غاندي الدولي   | 359،623 | طيران الهند، المتحدة                                 |
| 7      | مطار ميونخ الدولي          | 341،806 | لوفتهانزا، المتحدة                                   |
| 8      | مطار دبلن الدولي           | 337،527 | إير ليغوس، الأمريكية، المتحدة                        |
| 9      | مطار إسطنبول الدولي        | 337،440 | التركية                                              |
| 10     | مطار غوادالاخارا الدولي    | 327،223 | المكسيكية، فيفا إيروباص، فولاريس                     |

### أكبر الشركات
| الرتبة | المطار                  | الركاب     | الحصة  |
| ------ | ----------------------- | ---------- | ------ |
| 1      | الخطوط الجوية المتحدة   | 21،992،000 | 38.33% |
| 2      | الخطوط الجوية الأمريكية | 14،052،000 | 24.49% |
| 3      | SkyWest Airlines        | 4،620،000  | 8.05%  |
| 4      | إنفوي للطيران           | 3،690،000  | 6.43%  |
| 5      | خطوط سبيريت الجوية      | 2،538،000  | 4.42%  |
|        | آخر                     | 10،479،000 | 18.27% |

### الإحصائيات السنوية
شاهد source Wikidata query and sources.
| السنة | الركاب     | التغيير  | الرحلات | البضائع   |
| ----- | ---------- | -------- | ------- | --------- |
| 2000  | 72،144،244 | ▼00.64%  | 908،989 | 1،640،524 |
| 2001  | 67،448،064 | ▼06.51%  | 911،917 | 1،413،834 |
| 2002  | 66،565،952 | ▼01.31%  | 922،817 | 1،436،386 |
| 2003  | 69،508،672 | ▲04.40%  | 928،691 | 1،601،736 |
| 2004  | 75،533،822 | ▲08.67%  | 992،427 | 1،685،808 |
| 2005  | 76،581،146 | ▲01.38%  | 972،248 | 1،701،446 |
| 2006  | 76،282،212 | ▼00.30%  | 958،643 | 1،718،011 |
| 2007  | 76،182،025 | ▼00.15%  | 926،973 | 1،690،742 |
| 2008  | 70،819،015 | ▼07.03%  | 881،566 | 1،480،847 |
| 2009  | 64،397،782 | ▼09.07%  | 827،899 | 1،198،426 |
| 2010  | 67،026،191 | ▲03.83%  | 882،617 | 1،577،048 |
| 2011  | 66،790،996 | ▼00.35%  | 878،798 | 1،505،218 |
| 2012  | 66،834،931 | ▲00.04%  | 878،108 | 1،443،569 |
| 2013  | 66،909،638 | ▲00.12%  | 883،287 | 1،434،377 |
| 2014  | 70،075،204 | ▲04.45%  | 881،933 | 1،578،330 |
| 2015  | 76،949،336 | ▲09.81%  | 875،136 | 1،742،501 |
| 2016  | 77،960،588 | ▲01.31%  | 867،635 | 1،726،362 |
| 2017  | 79،828،183 | ▲02.40%  | 867،049 | 1،950،137 |
| 2018  | 83،339،186 | ▲04.40%  | 903،747 | 1،868،880 |
| 2019  | 84،649،115 | ▲01.69%  | 919،704 | 1،788،001 |
| 2020  | 30،860،251 | ▼063.54% | 538،211 | 2،052،025 |
| 2021  | 54،020،399 | ▲075.06% | 684،201 | 2،536،576 |
| 2022  | 68،340،619 | ▲026.50% | 711،561 | 2،235،709 |

### الالتزام بالوقت (شركات الطيران المحلية الكبرى في الولايات المتحدة فقط)
| الرتبة | نسبة الالتزام بالوقت الإقلاع | نسبة الالتزام بالوقت الوصول | متوسط تأخير الإقلاع | متوسط تأخير الوصول | نسبة الرحلات الملغاة |
| ------ | ---------------------------- | --------------------------- | ------------------- | ------------------ | -------------------- |
| 2017   | 79%                          | 81%                         | 69.43               | 77.38              | 1.40%                |
| 2018   | 77%                          | 77%                         | 69.15               | 77.91              | 2.14%                |
| 2019   | 75%                          | 75%                         | 73.69               | 86.01              | 3.11%                |
| 2020   | 84%                          | 85%                         | 65.36               | 78.36              | 6.18%                |
| 2021   | 81%                          | 82%                         | 70.40               | 82.42              | 1.93%                |
| 2022   | 78%                          | 79%                         | 70.26               | 80.29              | 2.75%                |

## وصلات خارجية
- مطار اوهير الدولي (الموقع الرسمي)
- خطة تطوير المطار
- معلومات شاملة عن المطار
- برنامج تطوير المطار (الموقع الرسمي للبرنامج)
- 41st ward map (الموقع الرسمي لمدينة شيكاغو)
- دليل خدمات الانترنت اللاسلكية في المطار